# Jaroszyce (Białoruś)
Jaroszyce (biał. Ярошычы, ros. Ерошичи) – wieś na Białorusi, w obwodzie grodzieńskim, w rejonie nowogródzkim, w sielsowiecie Walówka.
Dawniej wieś i folwark. W dwudziestoleciu międzywojennym leżały w Polsce, w województwie nowogródzkim, w powiecie nowogródzkim.